# Браун-Пиве, Яэль
Яэль Браун-Пиве (фр. Yaël Braun-Pivet; род. 7 декабря 1970, Нанси) — французский политический деятель. Член партии «Возрождение» («Вперёд, Республика!») с 2017 года. Председатель Национального собрания Франции с 2022 года. В прошлом — министр заморских территорий Франции (2022).

## Биография
Родилась 7 декабря 1970 года в Нанси на востоке Франции. Ее бабушка и дедушка по отцовской линии были евреями и поселились во Франции в 1930-х годах, чтобы избежать антисемитизма. Ее дедушка был польским портным, а бабушка была немкой. После Второй мировой войны ее дедушка получил медаль французского сопротивления.
Браун-Пиве посещала еврейскую школу в Страсбурге.
Получила степень магистра по частному праву в Университете Западный Париж — Нантер-ля-Дефанс, была принята в парижскую коллегию адвокатов, позднее — в коллегию адвокатов департамента О-де-Сен. В общей сложности занималась адвокатской практикой семь лет — сначала специализировалась на уголовных делах в престижной юридической фирме Эрве Темима, затем на паях с двумя партнёрами учредила адвокатское бюро в Нёйи-сюр-Сен. В 2003 году переехала с тремя детьми на новое место работы мужа, сотрудника компании L’Oréal — в Тайбэй, а в 2005 году — в Токио, где занимала должность казначея местного отделения Социалистической партии Франции и родила ещё двоих детей. В 2010 году семья переместилась в Португалию, а в 2012 году вернулась во Францию.

### Политическая карьера
18 июня 2017 года, будучи кандидатом от партии «Вперед, Республика!», победила с результатом 58,99 % на парламентских выборах в 5-м избирательном округе департамента Ивелин обладателя мандата, республиканца Жака Мьяра.
20 мая 2022 года назначена министром заморских территорий при формировании правительства Элизабет Борн.
19 июня 2022 года во втором туре парламентских выборов переизбрана в своём округе на новый срок с результатом 64,62 %, опередив кандидатку левого блока Новый народный экологический и социальный союз Софи Тевене (Sophie Thévenet).
25 июня 2022 года вышла из правительства, продолжив работу в парламенте (её министерские обязанности временно стала исполнять премьер-министр Борн).

### Председатель Национального собрания Франции
28 июня 2022 года Браун-Пиве избрана председателем Национального собрания Франции. В первом туре голосования набрала 238 голосов (абсолютное большинство присутствующих депутатов составляло 277 голосов), а на втором месте с результатом 90 голосов оказался депутат от Национального объединения Себастьян Шеню. Во втором туре фракция НО не участвовала, и набранных Браун-Пиве 242 голосов оказалось достаточно для победы.
10 июня 2024 года, на следующий день после роспуска Национального собрания президентом Макроном, заявила в утренней передаче радиостанции France 2, что понимает решение главы государства, но сама считала необходимым сформировать новое коалиционное правительство, а не проводить досрочные выборы.
7 июля 2024 года завершился второй тур парламентских выборов, по итогам которого макронистская коалиция «Вместе за Республику» заняла второе место со 166 депутатскими креслами из 577, имеющихся в Национальном собрании (99 депутатских мандатов получила партия «Возрождение», составившая основу президентского блока). 18 июля Браун-Пиве переизбрана на должность председателя Национального собрания, в третьем туре за неё проголосовало 220 депутатов. Кандидат левого блока «Новый народный фронт» Андре Шассень (Французская коммунистическая партия) получил 207 голосов. Кандидат правой партии «Национальное объединение» Себастьен Шеню получил во втором туре 143 голоса.

## Награды
- Орден князя Ярослава Мудрого II степени (27 января 2023 года, Украина) — за весомый личный вклад в укрепление межгосударственного сотрудничества, поддержку независимости и территориальной целостности Украины[19].